# Сомплати
Сомплати (пол. Sąpłaty, нім. Samplatten) — село в Польщі, у гміні Дзьвежути Щиценського повіту Вармінсько-Мазурського воєводства.
Населення — 100 осіб (2011).

## Демографія
Демографічна структура станом на 31 березня 2011 року:
|          | Загалом | Допрацездатний вік | Працездатний вік | Постпрацездатний вік |
| -------- | ------- | ------------------ | ---------------- | -------------------- |
| Чоловіки | 48      | 12                 | 32               | 4                    |
| Жінки    | 52      | 11                 | 29               | 12                   |
| Разом    | 100     | 23                 | 61               | 16                   |